# Список народных артистов Азербайджанской ССР

Звание Народный артист Азербайджанской ССР учреждено 28 июля 1928 года. Ниже приведён список народных артистов Азербайджанской ССР по годам присвоения звания. Всего этого звания были удостоены 254 человека.

## 1930-е годы (21 человек)

### 1931 год
- Пиримов, Гурбан Бахшали оглы (1880—1965), тарист

### 1932 год
- Аббасов, Гаджи Ага Муталиб оглы (1888—1975), актёр театра[1]
- Абелян, Ованес Артемьевич (1865—1936), актёр театра и кино[2]
- Сарабский, Гусейнкули (1879—1945), оперный певец (тенор), композитор, актёр театра[3]

### 1933 год
- Алиев, Мирза Ага Али оглы (1883—1954), актёр театра и кино (впоследствии народный артист СССР — 1949)

### 1934 год
- Глиэр, Рейнгольд Морицевич (1875—1956), композитор[4] (впоследствии народный артист СССР — 1938)
- Мамедова, Шовкет Гасан кызы (1897—1981), оперная певица (лирико-колоратурное сопрано) (впоследствии народная артистка СССР — 1938)
- Никольский, Василий Алексеевич (1882—1967), оперный певец[5]

### 1935 год
- Григорян, Мария Иосифовна (Жасмен) (1894—1978), актриса театра[6]
- Карьягдыоглы, Джаббар (1861—1944), ханенде
- Папазян, Ваграм Камерович (1888—1968), актёр театра и кино, театральный режиссёр[7] (впоследствии народный артист СССР — 1956)

### 1936 год
- Давудова, Марзия Юсуф кызы (1901—1962), актриса театра и кино[8] (впоследствии народная артистка СССР — 1949)
- Шарифзаде, Аббас-Мирза Мирза Абдул-Расул оглы (1893—1938), актёр театра и кино, театральный режиссёр
- Туганов, Александр Александрович (1871—1960), театральный режиссёр, актёр

### 1937 год
- Гаджибеков, Узеир Абдул-Гусейн оглы (1885—1948), дирижёр, композитор[9] (впоследствии народный артист СССР — 1938)

### 1938 год
- Багиров, Мамед Таги Аббас оглы (1890—1961), оперный певец (баритон)
- Гаджибабабеков, Гусейнага Султан оглы (1898—1972), оперный певец (лирический тенор)
- Джавадов, Ага Гусейн Халил оглы (1894—1981), актёр театра и кино[10]
- Ерамян, Левон Георгиевич (1892—1938), актёр театра
- Идаятзаде, Исмаил Гусейн оглы (1901—1951), актёр театра, оперный режиссёр
- Рухулла, Сидги (1886—1959), театральный режиссёр, актёр[11] (впоследствии народный артист СССР — 1949)

## 1940-е годы (36 человек)

### 1940 год
- Алекперов, Алескер Гаджи Ага оглы (1910—1963), актёр театра и кино (впоследствии народный артист СССР — 1961)
- Байков, Борис Павлович (1896—1958), актёр театра и кино
- Герайбейли, Агасадых Ага Али оглы (1897—1988), актёр театра и кино
- Дроздов, Александр Александрович (1892—1968), оперный певец (лирико-драматический тенор)
- Книжников, Константин Львович[азерб.] (1883—1952), оперный певец (драматический баритон)
- Курбанов, Али Мирзали оглы (1898—1962), актёр театра и кино
- Мухтарова, Фатьма Саттаровна (1893—1972), оперная певица (меццо-сопрано)
- Ованесян, Александр Андриасович[азерб.] (1895—1949), актёр театра[5]
- Талыблы, Исмаил Мамедали оглы (1898—1967), актёр театра и кино
- Чарский, Юзеф Давидович (1897—1948), актёр театра
- Шульгин, Николай Матвеевич[азерб.] (1886—1942), актёр театра

### 1941 год
- Жариков, Пётр Павлович (1888—1969), театральный режиссёр, актёр
- Сувирова, Александра Лаврентьевна[азерб.] (1900—1962), актриса театра

### 1943 год
- Алмасзаде, Гамэр Гаджи Ага кызы (1915—2006), артистка балета[12] (впоследствии народная артистка СССР — 1959)
- Арутюнян, Хорен Ованесович[азерб.] (1891—1952), актёр театра
- Афганлы, Рза (1899—1973), актёр театра и кино[13]
- Джаванширов, Исфендияр Аслан оглы (Хан Шушинский) (1901—1979), ханенде
- Зия, Кязим Джафар оглы (1896—1956), актёр театра и кино
- Искендеров, Адиль Рза оглы (1910—1978), актёр театра и кино, театральный и кинорежиссёр (впоследствии народный артист СССР — 1959)
- Кадри, Фатьма Кадыровна (1907—1968), актриса театра
- Марданов, Мустафа Ашум оглы (1894—1968), актёр театра и кино
- Рзаева, Агигат Али кызы (1907—1969), оперная певица (сопрано)
- Филиппова, Антонина Михайловна[азерб.] (1897—1976), актриса театра
- Шарлахов, Виктор Петрович (1898—1989), актёр театра и кино

### 1946 год
- Бабичева, Ксения Львовна[азерб.] (1907—1984), актриса театра
- Грипич, Алексей Львович (1891—1983), театральный режиссёр[14]

### 1947 год
- Сазандарян, Татевик Тиграновна (1916—1999), оперная певица (меццо-сопрано) (впоследствии народная артистка СССР — 1956)

### 1949 год
- Велиханлы, Мамедали Гаджи Гейдар оглы (1899—1969), актёр театра и кино[15]
- Гаджиева, Сона Салман кызы (1907—1979), актриса театра и кино[1]
- Дагестанлы, Исмаил (1907—1980), актёр театра и кино[16] (в дальнейшем народный артист СССР — 1974)
- Оленская, Евгения Никитична (1900—1959), актриса театра[5]
- Османлы, Исмаил Осман оглы (1902—1978), актёр театра и кино[5] (впоследствии народный артист СССР — 1974)
- Санани, Мовсун (1900—1981), актёр театра и кино
- Султанов, Аждар Али Аббас оглы (1909—1962), актёр театра
- Фатуллаев, Нусрат Мовсум оглы (1913—1987), театральный художник
- Шекинская, Барат Габиб кызы (1914—1999), актриса театра и кино[17]

## 1950-е годы (35 человек)

### 1951 год
- Бейбутов, Рашид Меджед оглы (1915—1989), оперный певец (лирический тенор)[7] (впоследствии народный артист СССР — 1959)

### 1954 год
- Агаев, Алиага Исмаил оглы (1913—1983), актёр театра и кино[18]
- Арзуманян, Аркадий Николаевич[азерб.] (1898—1985), актёр театра и кино[19]
- Ашумов, Магерам Кязим оглы (1912—1969), театральный режиссёр
- Каджар, Сурая Садраддин кызы (1910—1992), певица (меццо-сопрано)
- Курбанов, Агададаш Курбан оглы (1911—1965), актёр театра и кино

### 1955 год
- Буниятзаде, Агабаба Балаага оглы (1915—1974), оперный певец (баритон)
- Мякишев, Константин Михайлович (1910—1990), актёр театра и кино
- Орлинская, Нина Гарегиновна[азерб.] (1906—1973), актриса театра
- Тагизаде-Гаджибеков, Ниязи Зульфугар оглы (1912—1984), дирижёр, композитор[20] (впоследствии народный артист СССР — 1959)
- Юдин, Пётр Борисович (1893—1977), актёр театра и кино
- Юсифзаде, Ашраф Амрах оглы (1906—1963), актёр театра и кино

### 1956 год
- Аннинская, Маргарита Матвеевна (1896—1967), актриса театра
- Отрадинский, Владимир Владимирович[азерб.] (1904—1970), актёр театра[5]
- Садыгов, Аловсат Ширали оглы (1906—1970), оперный певец (лирический тенор)
- Тарьева, Елена Владимировна(1906—1962), актриса театра
- Шушинский, Сеид Ибрагим оглы (1889—1965), ханенде

### 1957 год
- Арутюнян, Гурген Михайлович[азерб.] (1905—1973), актёр театра[21]
- Рустамов, Саид Али оглы (1907—1983), дирижёр, композитор

### 1958 год
- Агаларов, Идрис Фархад оглы (1917—1975), оперный певец (баритон)
- Амиров, Фикрет Мешади Джамиль оглы (1922—1984), композитор[7] (впоследствии народный артист СССР — 1965)
- Баташов, Константин Николаевич (1918—1991), артист балета
- Бурджалиев, Мамед Исмаил оглы (1914—1994), актёр театра и кино
- Вейсалова, Рамзия Осман кызы (1914—1993), актриса театра
- Векилова, Лейла Махат кызы (1927—1999), артистка балета[7] (впоследствии народная артистка СССР — 1967)
- Дадашев, Солтан Баба оглы (1906—1969), театральный режиссёр
- Караев, Кара Абульфаз оглы (1918—1982), композитор[22] (впоследствии народный артист СССР — 1959)
- Мамедов, Мехти Асадулла оглы (1918—1985), театральный режиссёр, актёр[7] (впоследствии народный артист СССР — 1974)
- Трифонов, Роман Максимович (1896—1966), оперный певец (бас)

### 1959 год
- Абдуллаев, Алибаба Абдулла оглы (1915—1980), танцовщик, балетмейстер[1]
- Алекперова, Шовкет Фейзулла кызы (1922—1993), певица (драматическое меццо-сопрано)
- Бадирбейли, Лейла Агалар кызы (1920—1999), актриса театра и кино[23]
- Гасанов, Ашраф Гасан оглы (1909—1983), дирижёр
- Дильбази, Амина Паша кызы (1919—2010), танцовщица
- Якушев, Сергей Ильич (1910—1995), актёр театра

## 1960-е годы (42 человека)

### 1960 год
- Абдуллаев, Лютфали Амир оглы (1914—1973), актёр театра[24]
- Бадалбейли, Афрасияб Бадалбек оглы (1907—1976), дирижёр, композитор
- Гаджибеков, Султан Исмаил оглы (1919—1974), дирижёр, композитор[25] (впоследствии народный артист СССР — 1973)
- Гаджиев, Ахмед Джевдет Исмаил оглы (1917—2002), композитор
- Корганян, Михаил Александрович[азерб.] (1907—1974), театральный режиссёр, актёр
- Курбанова, Окума Аббас кызы (1913—1988), актриса театра и кино (впоследствии народная артистка СССР — 1965)
- Мовлави, Абдулсамед Мамед оглы (1900—1962), театральный режиссёр, актёр
- Мусаев, Иса Гасан оглы (1912—1976), актёр театра
- Саакян, Тагуш Галустовна (1907—1977), актриса театра
- Шарифов, Алескер Мамедтаги оглы (1909—1982), театральный режиссёр, актёр

### 1961 год
- Сейфи, Алекпер Сейфулла оглы (1901—1977), актёр театра[26]
- Сорин, Григорий Михайлович (1894—1973), актёр театра
- Ширье, Вера Карловна (1915—2003), актриса театра

### 1962 год
- Мелкумян, Тамара Багдасаровна[арм.] (1914—1981), актриса театра
- Осипян, Нина Ованесовна (1915—1977), актриса театра[5][27]
- Петросян, Авак Гегамович (1912—2000), оперный певец (лирико-драматический тенор)

### 1963 год
- Джахангиров, Джахангир Ширгяшт оглы (1921—1992), дирижёр, композитор[28]
- Кадымова, Сара Бабиш кызы (1922—2005), ханенде
- Мамедов, Гаджи Мамед оглы (1920—1981), тарист

### 1964 год
- Алиев, Абульфат Асад оглы (1926—1990), ханенде
- Ахмедова, Фирангиз Юсиф кызы (1928—2011), оперная певица (лирико-драматическое сопрано)[29] (впоследствии народная артистка СССР — 1967)
- Бадалбейли, Шамси Бадал оглы (1911—1987), театральный режиссёр[30]
- Гаджиев, Рауф Солтан оглы (1922—1995), композитор[31] (впоследствии народный артист СССР — 1978)
- Гинзбург, Рахиль Соломоновна (1920—1995), актриса театра
- Жаров, Михаил Иванович (1899—1981), актёр театра и кино, театральный и кинорежиссёр (также народный артист СССР — 1949)
- Зейналов, Али Юсиф оглы (1913—1988), актёр театра и кино
- Кулиев, Тофик Алекпер оглы (1917—2000), дирижёр, композитор
- Хагвердиев, Эйюб Мамедали оглы (1911—1996), актёр театра
- Тахмасиб, Рза Аббас-кули оглы (1894—1980), актёр и режиссёр театра и кино, театральный и кинорежиссёр[32]

### 1965 год
- Гамзаев, Ибрагим Таги оглы (1908—1982), театральный режиссёр, актёр
- Мамедов, Бёюкага Мирджафар оглы (1927—2018), танцор

### 1967 год
- Абдуллаев, Кемал Джан-Бахиш оглы (1927—1997), дирижёр[33]
- Атакишиев, Рауф Исрафил оглы (1925—1994), оперный певец (лирико-драматический тенор), пианист[34]
- Гамзаева, Зарош Мирзабагир кызы (1925—2004), актриса театра
- Зейналова, Насиба Джангир кызы (1916—2004), актриса театра[35]
- Ибрагимов, Аждар Муталлим оглы (1919—1993), кинорежиссёр, киноактёр, сценарист[36] (впоследствии народный артист СССР — 1991)
- Иманов, Лютфияр Муслим оглы (1928—2008), оперный певец (драматический тенор)[37] (впоследствии народный артист СССР — 1977)

### 1968 год
- Бреннер, Майор Рафаилович (1907—1973), пианист
- Сафароглы, Башир (1925—1969), актёр театра и кино

### 1969 год
- Лежнёв, Алексей Тимофеевич[азерб.] (1913—1972), актёр театра
- Шарифова, Фирангиз Аббасмирза кызы (1924—2014), актриса театра и кино, певица

## 1970-е годы (54 человека)

### 1970 год
- Ахундова, Рафига Гаджи кызы (1931—2024), артистка балета, балетмейстер
- Мамедов, Максуд Давуд оглы (р. 1929), артист балета, балетмейстер

### 1971 год
- Аббасов, Аладдин Аслан оглы (1922—2014), актёр театра и кино
- Магомаев, Муслим Магометович (1942—2008), оперный и эстрадный певец (баритон), композитор[38] (впоследствии народный артист СССР — 1973)
- Мурадова, Рубаба Халил кызы (1933—1983), оперная певица (меццо-сопрано)

### 1972 год
- Адамов, Константин Гайкович[азерб.] (1923—1990), актёр театра и кино[39]
- Алиев, Сабир Гусейнали оглы (1928—1983), виолончелист
- Зыкина, Людмила Георгиевна (1929—2009), певица (меццо-сопрано)[40] (впоследствии народная артистка СССР — 1973)
- Санаев, Всеволод Васильевич (1912—1996), актёр театра и кино (также народный артист СССР — 1969)
- Сафаралиева, Койкеб Камиль кызы (1907—1985), пианистка[41]
- Фалькович, Анатолий Соломонович (1923—1994), актёр театра и кино[42]
- Шостакович, Дмитрий Дмитриевич (1906—1975), дирижёр, композитор, пианист (также народный артист СССР — 1954)
- Юрлов, Александр Александрович (1927—1973), дирижёр

### 1973 год
- Бакиханов, Ахмед Мамедрза оглы (1892—1973), тарист
- Баласанян, Маргарита Джалаловна[арм.] (1927—2007), актриса театра
- Овчиян, Вениамин Афанасьевич[азерб.] (1919—2005), актёр театра
- Хачатурян, Арам Ильич (1903—1978), дирижёр, композитор[43] (также народный артист СССР — 1954)

### 1974 год
- Алескеров, Сулейман Эйюб оглы (1924—2000), дирижёр, композитор
- Алиханова, Фируза Мамедгулу кызы (1917—1994), актриса театра
- Басирзаде, София Басир кызы (1918—2000), актриса театра[44][45]
- Дадашев, Мелик Юсуф оглы (1924—1996), актёр театра и кино[46]
- Кулиев, Мамед Аллахверди оглы (1914—2001), актёр театра
- Кязымов, Тофик Самедмансур оглы (1923—1980), театральный режиссёр, актёр
- Махмудова, Тамилла Захид кызы (1931—2014), пианистка
- Меликова, Наджиба Гашым кызы (1921—1992), актриса театра[47]
- Салаев, Гасанага Дарья оглы (1921—1981), актёр театра и кино
- Самойлов, Владимир Яковлевич (1924—1999), актёр театра и кино (впоследствии народный артист СССР — 1984)
- Сарнацкая, Нина Дмитриевна (1909—1986), актриса театра
- Шейхзаманов, Мамедрза Иса оглы (1915—1984), актёр театра и кино

### 1975 год
- Ханларова, Зейнаб Яхья кызы (р. 1936) оперная певица (лирическое сопрано)[48] (впоследствии народная артистка СССР — 1980)

### 1976 год
- Дадашев, Мухтар Баба оглы (1913—1998), актёр театра и кино, кинорежиссёр, кинооператор, сценарист[49]
- Сеидбейли, Гасан Мехти оглы (1920—1980), кинорежиссёр, сценарист[50]
- Тагизаде, Тофик Мехдикулу оглы (1919—1998), кинорежиссёр, киноактёр, сценарист[51]

### 1977 год
- Абдуллаев, Хосров Абдулла оглы (1926—1980), артист цирка[52]
- Ахмедов, Тофик Газанфар оглы (1924—1981), кларнетист, дирижёр, композитор
- Рзаев, Назим Асадулла оглы (1925—2006), дирижёр

### 1978 год
- Алиев, Габиль Мустафа оглы (1927—2015), кяманчист
- Бабаева, Чимназ Мамед кызы (1946—2019), артистка балета, балетмейстер
- Бадалбейли, Фархад Шамси оглы (р. 1947), пианист[53] (впоследствии народный артист СССР — 1990)
- Григорян, Невтон Аванесович[азерб.] (1920—1979), кяманчист
- Мансуров, Бахрам Мешади Сулейман оглы (1911—1985), тарист
- Меликов, Ариф Джангир оглы (1933—2019), композитор[54] (впоследствии народный артист СССР — 1986)
- Меликова, Афаг Сулейман кызы (р. 1947), танцовщица, балетмейстер
- Плетнёв, Владимир Николаевич (1946—1988), артист балета, балетмейстер
- Садыгова, Махлуга Алескер кызы (1917—2003), актриса театра и кино
- Шарипова, Лейла Раджабовна (1930—2024), певица, поэтесса
- Ширалиева, Тамилла Худадат кызы (1946—2025), артистка балета, балетмейстер

### 1979 год
- Асатрян, Нвард Газаровна[арм.] (1925—2011), актриса театра
- Бадиров, Мурсал Тагиевич (1931—2003), оперный певец (баритон)
- Велиев, Юсиф Абдулла оглы (1917—1980), актёр.театра
- Геворкян, Зинавор Семёнович[азерб.] (1920—2005), актёр театра
- Зульфугарова, Хумар Рза кызы (1927—2017), танцовщица, балетмейстер
- Садыгов, Гусейнага Алескер оглы (1914—1983), актёр театра
- Цыганков, Георгий Гаврилович[азерб.] (1921—?), актёр театра

## 1980-е годы (56 человек)

### 1980 год
- Юсифов, Рашид Алимамед оглы (1900—1982), артист цирка

### 1981 год
- Баратзаде, Зульфугар Ягуб оглы (1931—1991), актёр театра и кино
- Гюльахмедова-Мартынова, Гюльджахан Шуаулла кызы (1925—2018), театральный режиссёр
- Колтунова, Галина Борисовна[азерб.] (1918—1994), актриса театра
- Мустафаева, Садая Исмаил кызы (1926—2004), актриса театра и кино
- Тумаркина, Дина Иосифовна (р. 1932), актриса театра

### 1982 год
- Абдуллаев, Рауф Джанбахиш оглы (р. 1937), дирижёр[33]
- Аванесов (Аванесян), Иван Минаевич, театральный режиссёр, актёр
- Адигезалзаде, Зохраб Афрасияб оглы (1940—2012), пианист
- Алавердян, Наируи Исааковна[азерб.] (1941—2021), певица
- Алескеров, Сулейман Агабаба оглы (1915—1998), актёр театра
- Алиев, Азад Хамза оглы (1928—1994), скрипач
- Алиева, Земфира Мамедали кызы (1941—1995), актриса театра и кино
- Аслан, Сиявуш (1935—2013), актёр театра и кино
- Багиров, Гаджибаба Агарза оглы (1932—2006), актёр театра[55]
- Балаев, Расим Ахмед оглы (р. 1948), актёр театра и кино
- Бюльбюль Оглы, Полад (р. 1945), композитор, эстрадный певец (лирический тенор), киноактёр[56]
- Ганиев, Сарвар Султан оглы (1937—2010), скрипач, дирижёр
- Гасанова, Гюльхар Ибрагим кызы (1918—2005), оперная певица (сопрано)
- Григорян, Рафаэль Гургенович (р. 1948), артист балета
- Гусейнова, София Гасан гызы (1926—2015), актриса театра
- Касимова, Фидан Экрем кызы (р. 1947), оперная певица (сопрано)[57] (впоследствии народная артистка СССР — 1988)
- Кулиев, Эльдар Тофик оглы (1941—2021), кинорежиссёр, киноактёр, сценарист
- Мамедов, Гасан Агамамед оглы (1938—2003), актёр театра
- Мамедов, Гюльага Аллахверди оглы (1925—1994), певец
- Мамедов, Джаваншир Муса оглы (1915—1997), кинорежиссёр, кинооператор
- Мамедова, Шафига Гашим кызы (р. 1945), актриса театра и кино[58]
- Микаелян, Мамикон Согомонович (1920—2002), актёр театра
- Оджагов, Расим Миркасум оглы (1933—2006), кинорежиссёр, кинооператор
- Турабов, Гасанага Саттар оглы (1938—2003), актёр театра и кино[59]
- Шашик-оглы, Нодар Изетович (1927—2013), актёр театра и кино
- Ягизаров, Гаджи Мурад (р. 1939), актёр театра и кино[60]

### 1984 год
- Шахсуваров, Айдын Ага оглы (1931—1986), актёр театра

### 1985 год
- Панахова, Амалия Алиш кызы (1945—2018), актриса театра и кино

### 1986 год
- Касимова, Хураман Экрем кызы (р. 1951), оперная певица (сопрано), киноактриса

### 1987 год
- Ализаде, Акшин Аликули оглы (1937—2014), композитор
- Гардашбеков, Акбар Гаджи оглы  (1923—2001), актёр театра
- Грубер, Лев Лазаревич (1923—1994), актёр театра
- Кочаров, Енок Мартиросович (1913—2004), дудукист, кларнетист
- Мирзазаде, Хайям Хады оглы (1935—2018), композитор
- Мустафаев, Рамиз Гаджи оглы (1926—2008), композитор
- Поладов, Фуад Агарагим оглы (1948—2018), актёр театра и кино
- Садыхов, Чингиз Гаджи оглы (1929—2017), пианист

### 1988 год
- Кулиев, Рамиз Эйюб оглы (р. 1947), тарзен
- Ханмамедов, Гаджи Дадаш оглы (1918—2005), композитор

### 1989 год
- Адигезалов, Васиф Зульфугар оглы (1935—2006), композитор
- Алекперов, Шахмар Зульфугар оглы (1943—1992), кинорежиссёр, киноактёр
- Ахундов, Тофик Гусейнович (р. 1941), артист цирка
- Бабаев, Ариф Имран оглы (1938—2025), ханенде
- Бабаев, Васиф Гаджиага оглы (р. 1940), телевизионный и кинорежиссёр
- Байрамов, Габиб Абдулгусейн оглы (1926—1994), тарист
- Гадиров, Алиаббас Гулу оглы (1946—2006), актёр театра и кино
- Кулиев, Алиага Эйваз оглы (1917—1998), тарист
- Мамедов, Алибаба Балахмед оглы (1930—2022), композитор, певец
- Нури, Яшар (1951—2012), актёр театра и кино
- Рзаев, Ислам Тапдыг оглы (1934—2008), ханенде

## 1990-е годы (10 человек)

### 1990 год
- Аббасов, Ашраф Джалал оглы (1920—1992), композитор
- Бакиханов, Тофик Ахмед-ага оглы (р. 1930), композитор
- Гусейнов, Гаджибаба Гусейнали оглы (1919—1993), ханенде
- Гусейнов, Рафик Эюб оглы (1946—2017), диктор телевидения, киноактёр, певец
- Джаббарова, Фатьма Агаджаббар кызы (1920—2010), диктор телевидения
- Мамедов, Ибрагим Курбан оглы (1928—1993), композитор
- Мамедов, Ягуб Мамед оглы (1930—2002), певец
- Миришли, Рамиз Агиль оглы (1934—2015), композитор
- Мустафаев, Рамиз Захид оглы, диктор телевидения
- Рзаев, Азер Гусейн оглы (1930—2015), композитор

## Год присвоения звания не установлен
- Быстрицкая, Элина Авраамовна (1928—2019), актриса театра и кино[61]